# Organisme de quarantaine
Un organisme de quarantaine est, selon la définition de l'ONUAA , un organisme nuisible qui a une importance potentielle pour l’économie de la zone menacée et qui n’est pas encore présent dans cette zone ou bien qui y est présent mais n’y est pas largement disséminé et fait l’objet d’une lutte officielle.
La zone considérée peut être une région, un pays ou un ensemble de pays, par exemple l'Union européenne. 

## Organisations régionales de la protection des végétaux
Il existe dans le monde neuf organisations régionales de la protection des végétaux qui sont des organisations internationales chargées entre autres de la régulation des organismes de quarantaine. Ce sont les suivantes :
- la Commission phytosanitaire pour l'Asie et le Pacifique (APPPC)
- la Communauté andine (CA)
- le Comité de protection des plantes du Cône Sud (COSAVE)
- la Commission de la protection des plantes dans la zone des Caraïbes (CPPC)
- l’Organisation européenne et méditerranéenne pour la protection des plantes (OEPP)
- le Conseil phytosanitaire interafricain (CPI)
- l’Organisation nord-américaine pour la protection des plantes (NAPPO)
- l’Organisme international régional contre les maladies des plantes et des animaux (OIRSA) (Amérique centrale)
- l’Organisation de protection des végétaux pour le Pacifique (PPPO)